# Aboudé
Aboudé est une localité située dans le Sud de la Côte d'Ivoire, et appartenant au département d'Agboville, dans la région Agnéby-Tiassa. La localité d'Aboudé est un chef-lieu de commune. Le périmètre de la commune d’Aboudé englobe dans ses limites les villages d’Aboudé-Kouassidé, Aboudé-Mandéké et les campements qui leur sont rattachés.